# St. Croix Boom Site

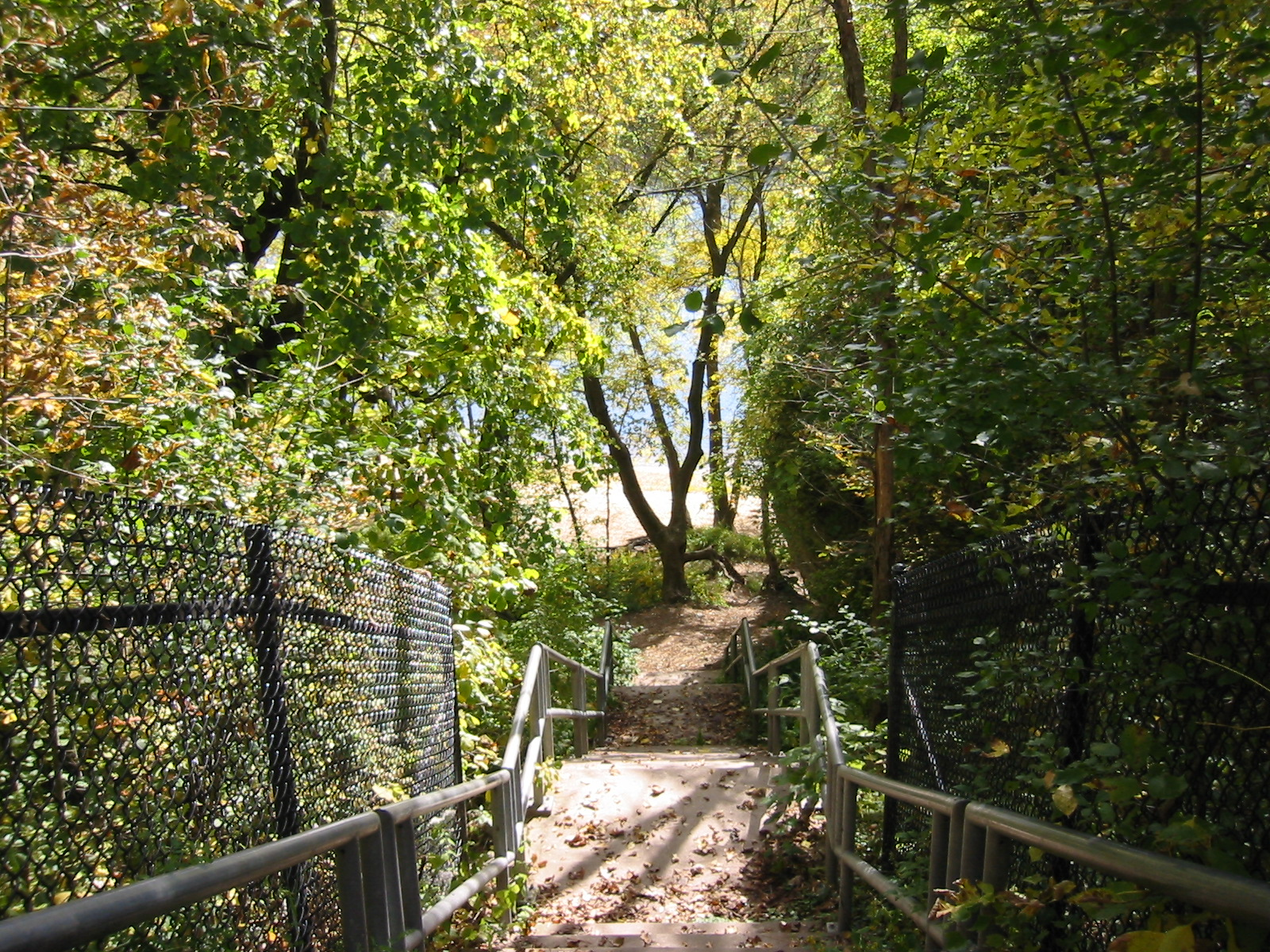
Eingang zur St. Croix Boom Site

Die St. Croix Boom Site ist eine National Historic Landmark im US-Bundesstaat Minnesota. Sie liegt am Ufer des St. Croix River, stromaufwärts von Stillwater. Die Einrichtung entstand 1856 nach der Auflösung der früheren St. Croix Boom Company, die flussaufwärts in der Nähe von Marine on St. Croix einen Staudamm betrieben hatte. Isaac Staples und andere Größen der Holzwirtschaft kauften die Firma und verlegten die Aktivitäten nach Stillwater.
Holz, das man weiter oben am Fluss eingeschlagen hatte, wurde mit einem Brandzeichen der Gesellschaft versehen und die Stämme dann über den St. Croix River flussabwärts geflößt. In Stillwater wurden sie aus dem Fluss gefischt und nach ihren Eigentümern sortiert und anschließend an die Sägewerke in Stillwater weitertransportiert. Die Gesellschaft nahm für den Umschlag des Holzes eine Gebühr von etwa 17 Cent/m³.
Der St. Croix Boom war ein recht profitables Unternehmen. Nicht nur die Umschlagsgebühr, deren großzügige Höhe in den Statuten der Firma festgeschrieben war, sondern auch die geschickte Planung trugen hierzu bei, da außerhalb der Saison die Anlage von einer sehr kleinen Mannschaft betrieben werden konnte. Das angelieferte Holz brachte hohe Gewinne. Während der 1870er Jahre stauten sich die geschlagenen Stämme über den Sommer hinweg oft über 25 km Länge stromaufwärts. 
Die Anlage war bis 1914 in Betrieb, als die am Fluss liegenden Gebiete völlig abgeholzt waren. Anschließend wurde die Einrichtung vergessen, bis sie durch einen Angestellten des National Park Service wiederentdeckt wurde. Dies geschah bei der Vorbereitung der Ausweisung des Flusses als National Scenic Waterway. Im November 1966 erhielt die Stätte den Status eines National Historic Landmark. Bis zum Jahre 1975 war der Wald nachgewachsen.
Heute ist die Boom Site ein beliebtes Ausflugsziel am St. Croix River. Sie liegt am oberen Ende des Lake St. Croix, dem breiten Flussabschnittes, der von Stillwater bis nach Prescott in Wisconsin reicht, wo der Fluss in den Mississippi River mündet.

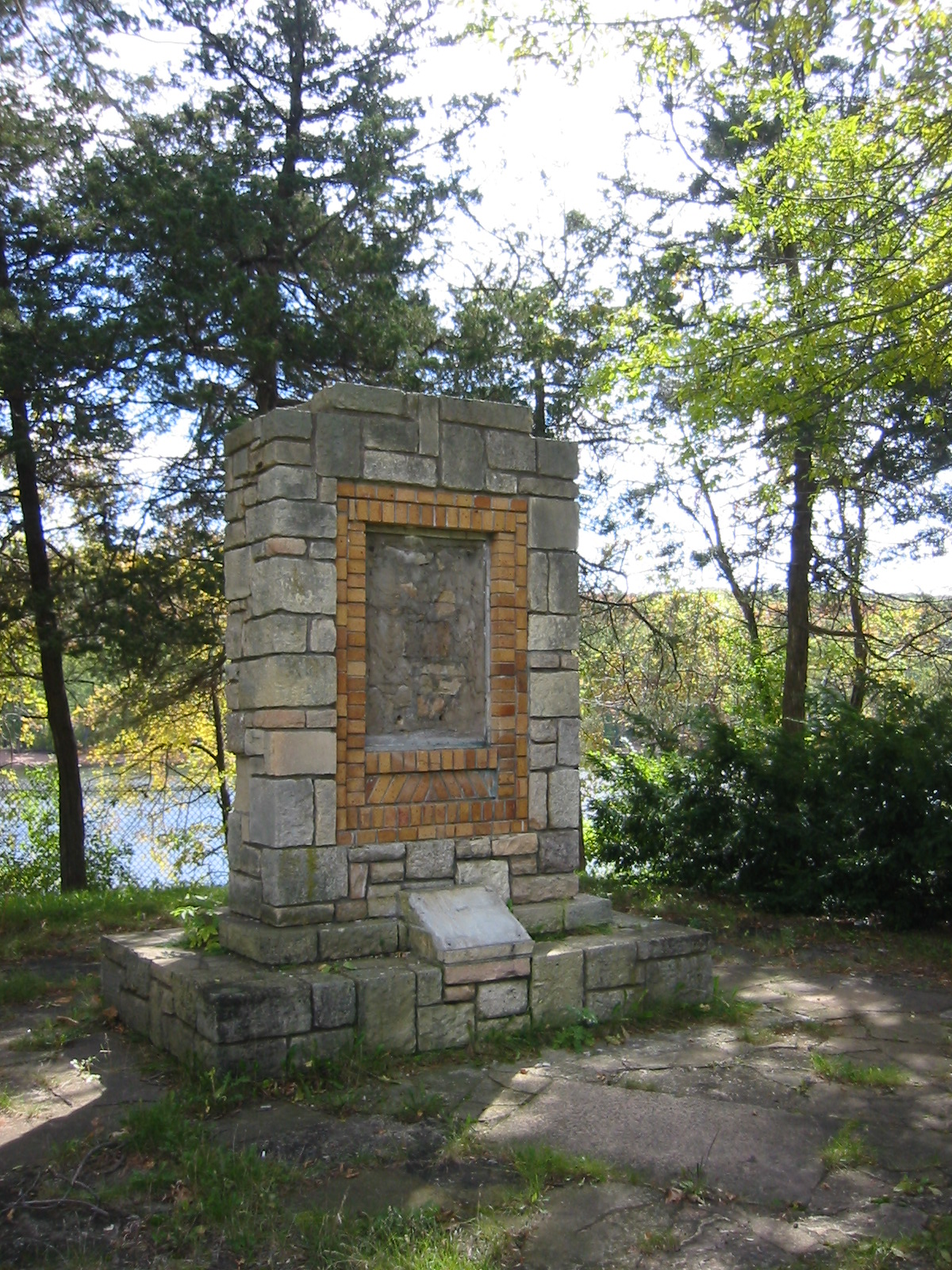
Vandalisierte Informationstafel, die auf die Wichtigkeit dieser Landmarke hinweist.

Eine Informationstafel wies ursprünglich auf die Wichtigkeit der Einrichtung hin:

“Center of log and lumbering activities in this region for over half a century prior to 1914.  Here millions of logs from the upper St. Croix and tributaries were halted, sorted, and rafted, later to be sawed into lumber and timber products.  More logs were handled here than at any similar place in this section.  1940.”

„Vor 1914 Zentrum der Holzfäll- und Holzverarbeitungsaktivitäten in dieser Region für mehr als ein halbes Jahrhundert. Hier wurden Millionen von Baumstämmen vom oberen St. Croix und seinen Zuflüssen gesammelt, sortiert und geflößt, um später in Schnittholz und Schnittholzprodukte gesägt zu werden. Hier wurden mehr Stämme umgeschlagen, als an jedem ähnlichen Platz in diesem Bereich. 1940.“

 Diese Hinweistafel wurde beschädigt und wegen Budgetkürzungen im Minnesota Department of Transportation wurden die Sozialeinrichtungen und der Parkplatz am Rande dieser historischen Landmarke im Oktober 2005 geschlossen. Deswegen wurde das Objekt auf die Beobachtungsliste des National-Historic-Landmark-Programmes gestellt.